# Buxwaha
Buxwaha é uma cidade e uma nagar panchayat no distrito de Chhatarpur, no estado indiano de Madhya Pradesh.

## Demografia
Segundo o censo de 2001, Buxwaha tinha uma população de 9064 habitantes. Os indivíduos do sexo masculino constituem 53% da população e os do sexo feminino 47%. Buxwaha tem uma taxa de literacia de 54%, inferior à média nacional de 59,5%; a literacia no sexo masculino é de 63% e no sexo feminino é de 44%. 19% da população está abaixo dos 6 anos de idade.